# Skrinhultasjön
Skrinhultasjön är en sjö i Hjo kommun i Västergötland och ingår i Motala ströms huvudavrinningsområde.